# Maxim Polischuk
Pour les articles homonymes, voir Polichtchouk.
Maxim Polischuk (ukrainien : Максим Поліщук; né le 15 juin 1984) est un coureur cycliste ukrainien. Spécialiste de la poursuite par équipes, il a été médaillé d'argent au championnat du monde de cette discipline 2007 et de bronze en 2006.

## Palmarès sur piste

### Championnats du monde
- Bordeaux 2006
  -  Médaillé de bronze de la poursuite par équipes
- Palma de Majorque 2007
  -  Médaillé d'argent de la poursuite par équipes
- Apeldoorn 2011
  - 11e de la poursuite par équipes
- Melbourne 2012
  - 13e de la poursuite par équipes

### Championnats d'Europe
- 2004
  -  Champion d'Europe de la poursuite par équipes espoirs
- 2005
  -  Médaillé d'argent de la poursuite par équipes espoirs

### Coupe du monde
- 2005-2006
  - 2e de la poursuite par équipes à Sydney
- 2006-2007
  - 1er de la poursuite par équipes à Los Angeles
  - 3e de la poursuite par équipes à Sydney
- 2007-2008
  - 3e de la poursuite par équipes à Los Angeles

## Palmarès sur route
- 2005
  - 2e de la Coppa in Fiera San Salvatore
- 2006
  - 3e du championnat d'Ukraine du contre-la-montre espoirs
- 2009
  -  Champion d'Ukraine du critérium